# スペースボンバー
『スペースボンバー』（SPACE BOMBER）は、彩京が1998年7月に販売したアーケード用固定画面シューティングゲーム。同年に難易度の調整やステージ間デモシーンの追加など施したマイナーチェンジ版『スペースボンバー VERSION B』が同社より制作された。

## 概要
2人同時プレイ可能の固定画面シューティングゲーム。これまでの彩京シューティングの特徴である硬派や幻想的な世界観とは異なった、コミカル路線へと初めて進んだ一作である。地球に突如として侵略してきた謎の宇宙生命体「ウンモ星人」を撃退すべく、大統領の命により緊急発進した戦闘機「スペースボンバー」が戦いを挑む物語である。ステージ数は彩京シューティングで最多であり、1ステージあたりの長さが短くゲームがテンポ良く進む。また緊急回避目的でのボムが一切搭載されていないのも特徴である。
家庭用ゲーム機およびモバイルアプリへの移植は2020年現在行われていない。

## 登場人物
大統領アメリカ合衆国大統領。異星人の突然の襲来に対し、戦闘機「スペースボンバー」を緊急発進させる。不倫疑惑あり。デザインは小林源文。
ウンモ星人謎の異星人。「チキュウクレ」と地球にやって来るものの、大統領が断ったため怒り、ニューヨークに総攻撃を仕掛ける。南米の遺跡を秘密基地にしている。
王様ウンモ星人の王。ワールド6-2、6-3でボスとして登場する。
0号機「スペースボンバー」のプロトタイプ。ウンモ星人に奪われ洗脳装置を取り付けられてしまい、ワールド5-4でボスとして登場、仲間どうしで戦うはめになる。

## ゲームシステム

### ステージ構成
全6ワールド×4エリアの24ステージ構成。1ステージ中の敵を全ていなくする（撃つ、逃がす、キャプチャーする）とステージクリア。またボスキャラクターの登場するステージはボスを撃破すればクリアとなる。『ストライカーズ1945』シリーズなどと異なり、当作の自機は敵の体当たりを受けてもミスとなってしまう。

### 操作方法
8方向レバーと2ボタン（ショット、キャプチャーアーム）で自機を操作。キャプチャーアームボタンを押すと自機の前方からアームが伸び、それがザコ敵に触れると捕まえる（キャプチャー）ことが出来る。敵をキャプチャーするのは何度でも出来るが、キャプチャーした敵は3体までストックされる。ストック時にショットボタンを押し続けることでキャプチャー敵が自機の前方にセットされ、敵1体につき1回、以下の「パーソナルリリース」または「アトミックリリース」が使用可能になる。
パーソナルリリースキャプチャー敵をストック中にショットボタンを押し続けて自機前方にセットし、その後ショットボタンを離すと発動する。キャプチャー敵がショットや誘導ミサイルなどで敵を攻撃してくれる。キャプチャーした敵によりパーソナルリリース攻撃の種類が異なる。パーソナルリリースで敵を倒すとその敵からドル袋（小）が出現する。
アトミックリリースキャプチャー敵をストック中にショットボタンを押し続けて自機前方にセットし、そのままキャプチャーアームボタンを押すと発動する。キャプチャー敵が前方に飛ばされ、敵に当たると大爆発を起こしその周辺の敵を巻き込む。1度のアトミックリリースで多くの敵を巻き込むと得点に倍率が掛かり、高得点を得るための肝となる（まとめて倒した敵の数をn体とすると、得点倍率は1000×n×n点。n＝10以上は一律10万点）。アトミックリリースで敵を倒すとその敵からドル袋（大）が出現する。

### アイテム
アイテム類は全てキャプチャーアームで回収可能である。
P（パワーアップ）画面上方から現れる。取ると自機ショットを1段階強化する。最大2段階までパワーアップ可能。フルパワー時に取ると4000点のボーナス。フルパワー中は一切出現しない。
ドル袋（小）パーソナルリリースで敵を倒すと出現。取得すると500点のボーナス。
ドル袋（大）アトミックリリースで敵を倒すと出現。取得すると2000点のボーナス。

### 自機タイプ
ノーマル通常機体。ショットはツインショット。自機カラーは1Pが白とオレンジのツートン。2Pは赤。ノーマル機体でプレイしなければ全面クリアした時のボーナス（100万点）は得られず、スタッフロールを見ることは出来ない。
ロングアーム隠し自機その1。ノーマルよりキャプチャーアームの伸びる距離が若干長い。自機カラーは1Pが白と水色のツートン。2Pは黄色。ショットタイプは1Pがウェーブタイプ、2Pは3ウェイショットと強化されているが全面クリアボーナスとスタッフロールは無い。
31日以上稼動した基板でクレジット投入後、タイトル画面で1Pレバーを→3回、←3回、→7回入力し（成功するとファンファーレが鳴る）すぐにゲームスタートすると使用出来る。VERSION Bでは稼動日数無関係でコマンド入力→すぐスタートのみで使用可。
男の隠し自機「凸」隠し自機その2。1P専用機体。「凸」の字の形状をしていて、ショットは3ウェイだが単発になっている。キャプチャーアームのかわりに貫通力のあるドリルアームが装備されている。ドリルアーム1突きでザコ敵をまとめて倒すとアトミックリリース同様、得点に倍率が掛かるが、倒した敵からはドル袋は出現しない。ドリルアームの突きは「P」アイテム、ドル袋をも破壊してしまう。ロングアーム同様全面クリアボーナスとスタッフロールは無し。
31日以上稼動した基板でクレジット投入後、タイトル画面で1Pレバーを↑3回、↓3回、↑7回入力し（成功するとファンファーレが鳴る）すぐにゲームスタートすると使用出来る（VERSION Bでは稼動日数無関係でコマンド入力→すぐスタートのみで使用可）。